# Сиро-малабарська церква
Си́ро-малаба́рська католи́цька це́рква або церква Малаба́рських сирі́йських като́ликів (сир. ܥܸܕܬܵܐ ܩܵܬܘܿܠܝܼܩܝܼ ܕܡܲܠܲܒܵܪ ܣܘܼܪܝܵܝܵܐ, трансліт. Edta Qatholiqi D'Malabar Suryaya; лат. Ecclesia Syrorum-Malabarensium) — східно-католицьке верховне архиєпископство sui juris, яке перебуває в повному євхаристійному спілкуванні з латинською церквою, так і з 22 іншими східно-католицькими церквами, утворюючи разом католицьку церкву. Церкву очолює Митрополит і брама всієї Індії, Верховний архиєпископ Джордж, кардинал Аленчеррі. Сиро-малабарський Синод єпископів, канонічно скликаний і очолюваний Верховним архиєпископом, становить вищу владу церкви. Офіційно відома як Си́ро-малаба́рська це́рква, «Сиро-Малабар» — це префікс, придуманий від слів сирійська, оскільки в церкві використовується літургія східно-сирійського обряду, і Малабар, що є історичною назвою сучасної Керали. Ця назва використовується в офіційних документах Ватикану з ХІХ століття.
Сиро-малабарська церква є найбільшою з деномінацій християн Томи з понад 4 мільйонами вірних і веде свій початок від євангелізаційної діяльності апостола Томи в І столітті. Найбільш рання організована християнська присутність в Індії датується IV століттям, коли перські місіонери традиції східно-сирійського обряду, члени тієї церкви, що згодом стала Церквою Сходу, утвердилися на території сучасних Керали та Шрі-Ланки. Церква Сходу мала євхаристійне спілкування з Великою Церквою до Ефеського собору в V столітті, передусім розбіжності існували в христології. У Сиро-малабарській церкві використовується індіанізований варіант Літургії святих Аддая та Марі, що належить до східно-сирійського обряду історичної Церкви Сходу, яка бере свій початок з Едеси III століття, Верхня Месопотамія. Таким чином, це частина сирійського християнства за літургією та спадщиною. Після розколу 1552 року одна фракція Церкви Сходу увійшла до спілкування з Римським Святим Престолом (Халдейська католицька церква), а друга розпалася через внутрішні боротьби на Ассирійську церкву Сходу та Давню церкву Сходу. Через Діамперський синод 1599 року Малабарська церква була підпорядкована безпосередньо підпорядкуванню латино-католицького архиєпископства Гоа та єзуїтів Падройдо. Після півстолітньої адміністрації під керівництвом Архієпархії Гоа, дисиденти в 1653 році в знак протесту присягнули на клятву Кунан-Хрест. У відповідь на це Папа Олександр VII, за допомогою монахів-кармелітів, що залишилися в живих, до 1662 року зміг об'єднати більшість дисидентів з католицькою церквою. Сиро-малабарська церква походить від цієї ієрархії східно-сирійського обряду, яка возз'єдналася зі Святим Престолом під керівництвом Мар Парамбіл Ченді. Відповідно до подорожі Партмаккала Томи Катанара «Вартхаманаппустакам» (датована 1790 р.), тоді церква була відома як Халдейська сирійська церква Маланкаре (Маланкаре Калдая Суріяні Сабха).
Після більш ніж двох століть під юрисдикцією латинської церкви, в 1887 році Папа Лев XIII повністю відокремив Сиро-малабарів від латинської церкви, встановивши два апостольських вікаріати, Тріссур і Чанганассері, а в 1896 році був зведений і вікаріат Ернакулам, під керівництвом корінних сиро-малабарських єпископів. Сиро-малабарська церква фактично стала автономною східною церквою sui iuris в рамках католицького спілкування. Католицизм в межах Сиро-малабарської церкви унікальний тим, що він інкультурується традиційними індуїстськими звичаями, які є невід'ємною частиною традиційної індійської культури. Вчений і теолог Плейсід Подіпара описує Церкву як «індуїстську (індійську) у культурі, християнську (католицьку) у релігії та східну (східно-сирійський обряд) у поклонінні». Церква є переважно представниками етнічної групи малаялі, які розмовляють малаяламською мовою, хоча серед різних єпархій за межами Керали є таміли, телуги та північні індіанці. Після еміграції її членів єпархії відкрилися в інших частинах Індії та в інших країнах, щоб обслуговувати малаялійську діаспору, яка проживає в західному світі. За межами Індії є чотири єпархії, зосереджені в англомовних країнах, таких як Австралія, Канада, Велика Британія та США. Св. Альфонса — перший канонізований святий церкви, за ним слідують св. Куріакосе Чавара, Св. Євфразія та Св. Маріам Фрезія. Хоча це східна церква, її члени часто розмовно називають римсько-католицькими сирійськими християнинами (RCSC) у штаті Керала. Це одна з двох східно-католицьких церков в Індії, інша — Сирійська католицька церква, яка повернулася до повного спілкування зі Святим Престолом Риму в 1930 році.
Сиро-малабарська церква Індії є другою (після УГКЦ) східно-католицькою церквою за кількістю вірних.

## Історія

### Походження
Відповідно до церковного Передання Євангелію в Індію приніс апостол Фома. За переказами святий Фома висадився на Малабарському узбережжі (сучасний штат Керала) в південно-західній частині півострова Індостан близько 52 року н. е. Фома проповідував Євангеліє в різних провінціях Індії, а в 72 році прийняв мученицьку смерть в місті Меліпура (суч. Ченнаї, раніше Мадрас) — був проткнутий кілками.
Традиція говорить про будівництво апостолом семи церков в містах Керали-Кодунгалооре, Ніранаме, Колламом, Чайалі, Коттакаву, Коккамангаламі і Палайюрі. У цих містах ще до християнської ери існували єврейські колонії та спочатку, склад перших християнських громад в цих містах був змішаним, в них входили навернені юдеї та місцеві мешканці.

### Ранній період
З перших століть нашої ери малабарські християни тісно взаємодіяли з християнськими громадами, які потім утворили несторіанську ассирійську церкву Сходу. Це призвело до того, що індійські християни використовували в літургійному житті східно-сирійський або халдейский обряд як і Ассирійська церква Сходу, хоча і привнесли в нього деякі свої риси.
У IV столітті з Персії в південно-західну Індію мігрувало велика кількість християн. Вихідців з Персії серед малабарських християн традиційно іменували Хананіти або Жителі півдня, в той час як корінних християн-індусів — Мешканці півночі. Цей поділ зберігся в сиро-малабарській католицькій церкві до теперішнього часу, представники цих груп належать до різних єпархій.
Принаймні, починаючи з IV століття єпископи Малабарської церкви призначалися з Персії Церквою Сходу. У VIII столітті громада отримала власного митрополита, який обіймав десяте місце в ієрархічному переліку Ассирійської церкви Сходу. Оскільки єпископи і митрополити, як правило, не знали місцевої мови, їх функції обмежувалися здійсненням літургії і рукоположенням нових священників, реальна адміністративна влада перебувала в руках індійського священика, званого архідияконом всій Індії.
Громада християн апостола Фоми на Малабарському узбережжі входила в індійське суспільство на положенні особливої касти. Незважаючи на те, що організаційно малабарська церква була влаштована за зразком стародавніх східних церков, а літургійний халдейский обряд був спільним з Церквою Сходу, культурне життя християн апостола Фоми носила чисто індійський характер. Аж до XV століття індійські християни не контактували з європейськими церквами.

### Прибуття португальців

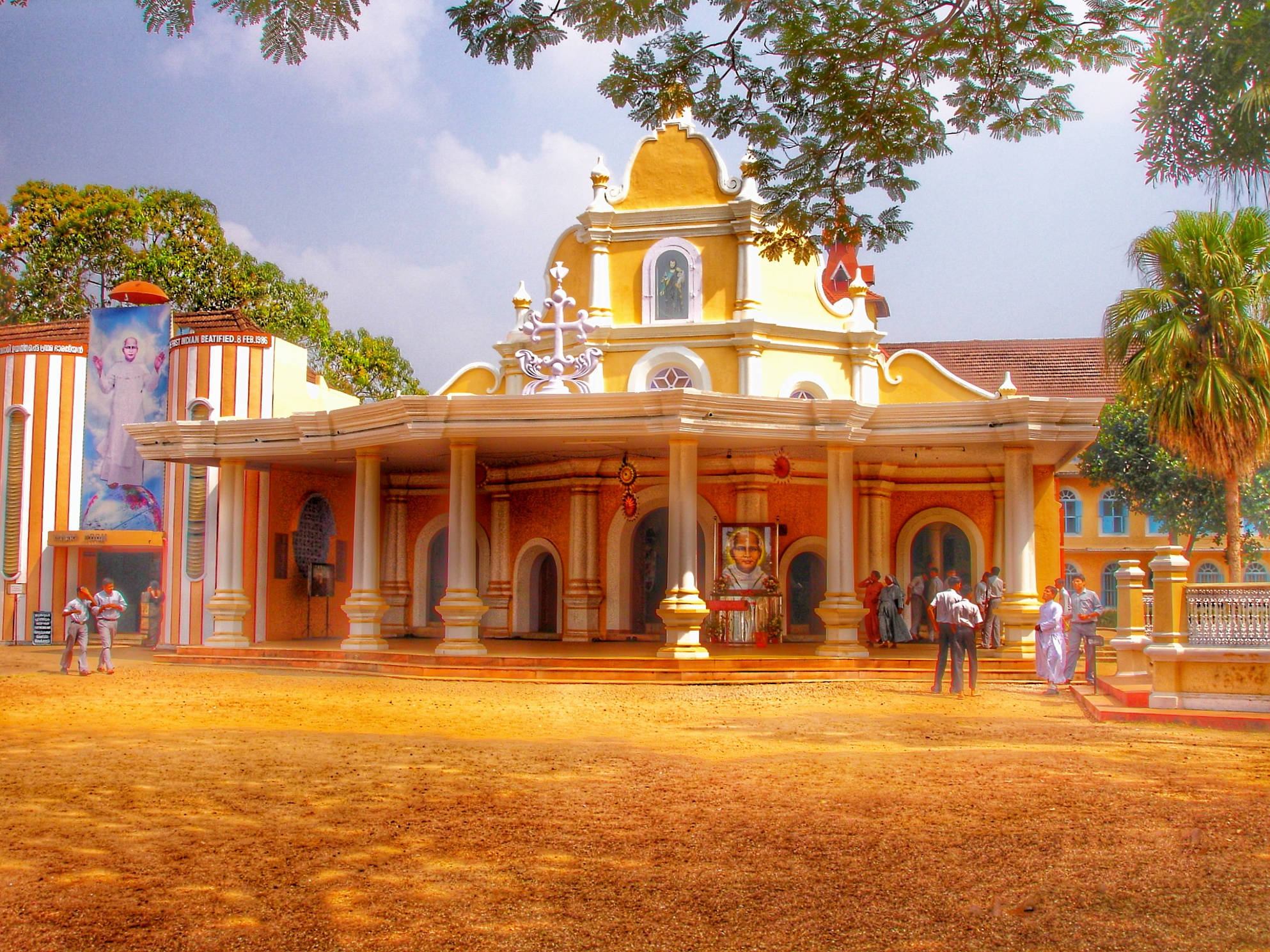
Сиро-малабарська церква св. Йосифа. Над входом — хрест св. Фоми

У 1498 році на Малабарське узбережжі прибули кораблі португальського мореплавця Васко да Гами. Португальські місіонери, послані в Індію, на свій подив зустріли в нових землях невідому їм давню християнську церкву, яка була прийнята в літургійне спілкування з Римом.
Питання про те, чи була індійська церква несторіанською до прибуття португальців, залишається дискусійним. Католицька енциклопедія 1913 року підтверджує, що цьому є достатньо свідчень, крім того, що церква очолювалася єпископами з Персії, але самі сиро-малабарці стверджують, що їхня церква ніколи не приймала несторіанство, незважаючи на тривалі контакти з несторіанською церквою Сходу.
Втім при встановленні літургійного спілкування духовенство індійців підтвердило португальським єпископам своє сповідування христології, затверджену Ефесським собором. Проте латинське духовенство ставилося до Сиро-малабарського кліру насторожено, підозрюючи його в єресі. Португальці не поставились з повагою до місцевої традиції та почали діяльність щодо поступової латинізації церкви, яка в підсумку призвела до численних розколів малабарського християнства.
У 1534 році португальцями була заснована єпархія латинського обряду в Гоа, а в 1558 році в Кочині. У 1599 році португальський архієпископ Алексіш Менешес скликав собор в Діампере, на якому було вирішено ввести у малабарців латинську літургію. Власна ієрархія індійців скасовувалася, на чолі церкви встали латинські єпископи. Будь-які спроби чинити опір латинізації придушувалися, колишній глава церкви архідиякон Гіваргхез був кинутий у в'язницю.

### Розколи
У 1653 році значна частина християн апостола Фоми заявила про розрив відносин з Римом. Група священиків під керівництвом архідиякона дала урочисту клятву про непокору латинському духовенству. Оскільки древні зв'язки з Ассирійською церквою Сходу до XV століття були втрачені, пошуки цією групою союзників привели їх до контактів з патріархом давньосхідної Сиро-яковитською церквою. У 1665 році патріарх цієї церкви погодився послати єпископа очолити громаду за умови, що вона прийме сирійську міафізитську христологію і західно-сирійський (антиохійський) літургійний обряд. Ця група стала автономною Церквою в рамках Сиро-яковитського патріархату і відома під назвою Маланкарська церква. Інші християни апостола Фоми залишилися в сопричасті з Римським єпископом, поклавши таким чином початок сучасної Сиро-малабарської католицької церкви і уникнувши надалі розколів.
Навпаки, Маланкарська церква в подальшому пережила цілу низку розколів, в результаті яких до кінця XX століття з неї утворилися п'ять церков західно-сирійського обряду: давньосхідні Маланкарська сиро-яковитська церква і Маланкарська православна сирійська церква, східнокатолицькі сиро-маланкарська церква, яка зазнала великий вплив англіканської доктрини Маланкарської церкви та непризнана іншими церквами світу (включаючи давньосхідні) Малабарська Незалежна Сирійська церква.
Святий Престол відреагував на розкол 1653 року тим, що усунув від управління сиро-малабарською церквою єзуїтів і послав до Індії місію кармелітів, котрі керували Сиро-малабарськими громадами аж до 1896 року. До 1662 році в єдність з Римом, тобто в Сиро-малабарського католицьку церкву, повернулося 84 громади з 116, включені в створений у 1659 році Апостольський вікаріат Малабара, в 1779 році перейменований в Архиєпископію Вераполі. У 1887 році вони з Архиєпархії Вераполі були виділені сиро-малабарські громади в Апостольські вікаріат Трічура і Коттаяма (з 1896 року Чанганачеррі), в 1896 році з них був виділений Апостольський вікаріат Ернакулама, а в 1911 році з них всіх був виділений Апостольський вікаріат Коттаяма.

### Новітній час

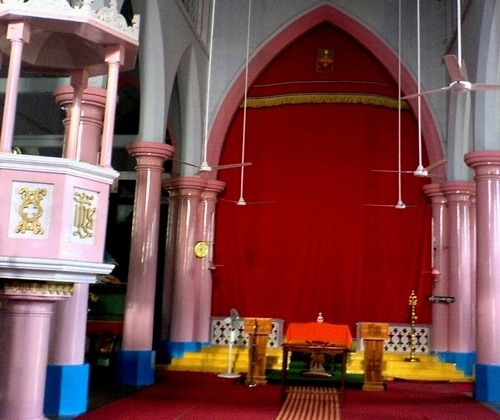
Інтер'єр сиро-малабарської церкви в Кералі

Постійні структури сиро-малабарської церкви були утворені в 1923 році, апостольський вікаріат був перетворений в єпархії, Апостольський вікаріат Ернакулама в архідієцезію (в 1953 році до них була додана Єпархія Теллічеррі виділена з Єпархії Каликута).
Структура церкви прийняла такий вигляд:
- митрополія Ернакулама
- архиєпархія Ернакулама
- єпархія Трічура
- єпархія Чанганачеррі
- єпархія Коттаяма

У XX столітті церква зазнала бурхливе зростання чисельності прихожан. Якщо в 1876 році було близько 200 000 сиро-малабарських католиків, то до 30-х років XX століття їх число подвоїлося. У 1960 році налічувалося майже 1,5 мільйона прихожан, а до початку XXI століття їх число наблизилося до 4 мільйонам.

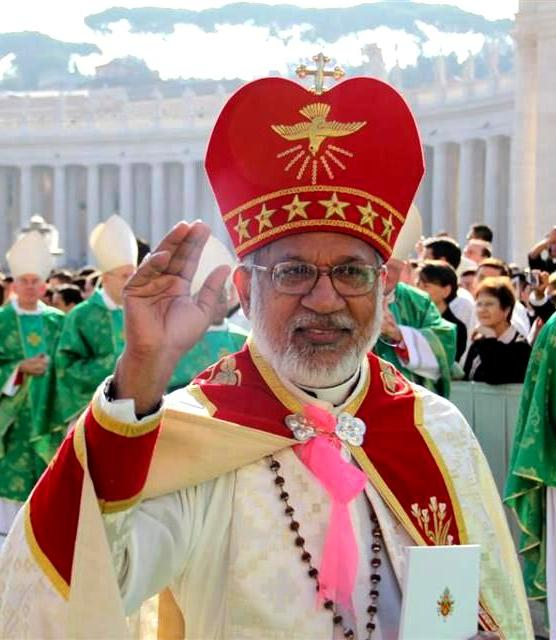
Митрополит і Брама всієї Індії, митрополит Геваргезе, наступник Мартоми Слії (апостол Святого Томи).

У XX столітті існували певні недорозуміння між ієрархією сиро-малабарської католицької церкви і латинської ієрархією в Індії з питання створення сиро-малабарських парафій за межами штату Керала для окормлення сиро-малабарців, що переїхали в іншу частину країни. Ще в 1958 році були створені апостольські екзархати Сагара, Сатна, Удджайна і Чандри, в 1972 році — апостольські екзархати Біджона і Джагдалпур. Тільки в 1977 році це питання було врегульоване, сиро-малабарская церква отримала можливість створювати за межами південного заходу країни свої єпархії, всі 6 апостольських екзархатів стали єпархіями.
У XX столітті також йшов процес очищення сиро-малабарської літургії від зайвих латинських запозичень. Новий міссал, заснований на відновленої східно-сирійської літургії, був представлений в 1962 році, проте викликав ряд протестів з боку прихильників латинізованої літургії. У 1988 році папа Іоанн Павло II дозволив єпархіям сиро-малабарської церкви служити літургію по обом міссальям та самостійно вирішувати питання про найбільш зручні варіанти літургії.
Разом з тим колишні єпархії були відокремлені — з Єпархії Трічура були виділені Єпархія Палаккада (1974) і Єпархія Ірінджалакуди (1978), з Єпархії Теллічеррі — Єпархія Манантаваді (1973) і Єпархія Тамарассеррі (1986), з Єпархії Чанганачеррі — Єпархія Палау (1950) і Єпархія Канджірапаллі (1977), з Архиєпархії Ернакулама — Єпархія Котамангалама (1956). 16 грудня 1992 року Сиро-малабарська католицька церква отримала статус Верховного архієпископства. У 1995 році єпархії Трічура та Теллічеррі стали архиєпархіями (Єпархія Чанганачеррі стала архиєпархією ще 1956 році, Єпархія Коттаяма отримала аналогічний статус в 2005 році). Пізніше були створені діаспоральні структури церкви — Єпархія святого Фоми в Чикаго (2001), Єпархія Святого Томи в Мельбурні (2014 року) і Апостольський екзархат Канади (2015).
1 березня 2008 року папа Бенедикт XVI оголосив про причислення до лику святих Блаженної Альфонси, яка стала першою святою Сиро-малабарської церкви і першою католицькою святою з Індії.

## Сучасний стан

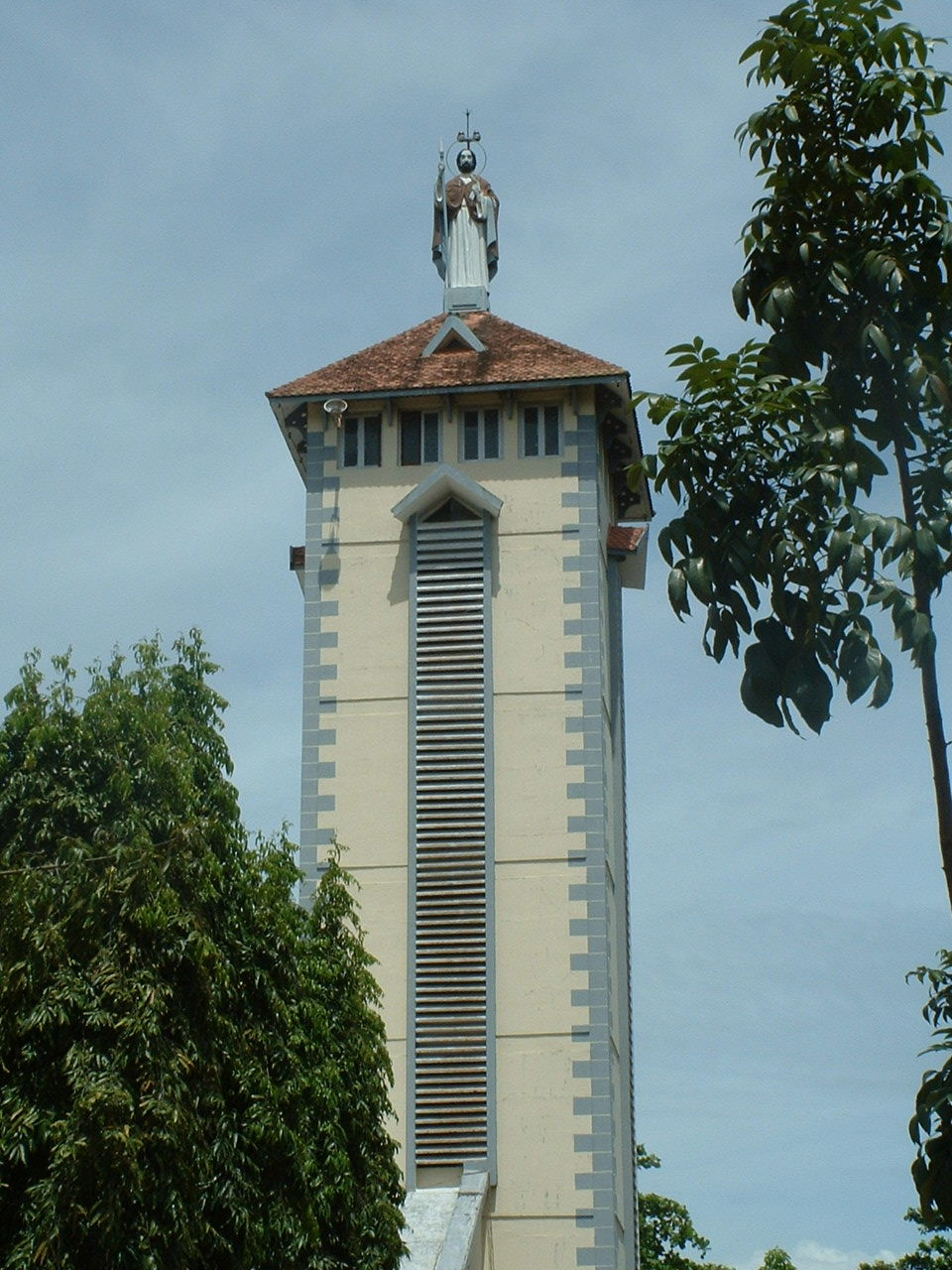
Дзвіниця кафедральної базиліки Святої Марії в Ернакуламі

Сиро-малабарська католицька церква має статус Верховного архієпископства. Резиденція розташована в південно-індійському місті Ернакулам. Кафедральний собор верховного архієпископства — собор Святої Марії, якому присвоєно почесний статус «малої базиліки». З 2011 року церква очолює верховний архієпископ березня Георг Аленчеррі. Титул малої базиліки носить ще одна церква сиро-малабарців — базиліка Божої Матері Скорботної в місті Трічур.
У сиро-малабарців сильні чернечі традиції, особливо серед жінок — число жінок-черниць майже в п'ять разів перевищує число ченців чоловіків. У церкві є 16 жіночих чернечих згромаджень, 5 з яких знаходяться під заступництвом папи римського. Крім того, певне число сиро-малабарців трудиться в індійських монастирях латинського обряду. Головні духовні семінарії розташовані в Альван (готує священників як східно-сирійського, так і латинського обрядів, а також священиків-бірітуалов), Коттаямі, Сатна, Бангалорі та Удджайне.
Згідно з даними Annuario Pontificio за 2016 рік число членів церкви перевищує 4 мільйона 189 тисяч осіб. В церкви 53 єпископа, більше 7 тисяч священиків, понад 9 тисяч ченців (включаючи 3,5 тисячі ієромонахів), близько 34 тисяч монахинь, 2 866 парафій..
Богослужіння проводяться на мові малаялам, сирійській та англійською.

## Структура

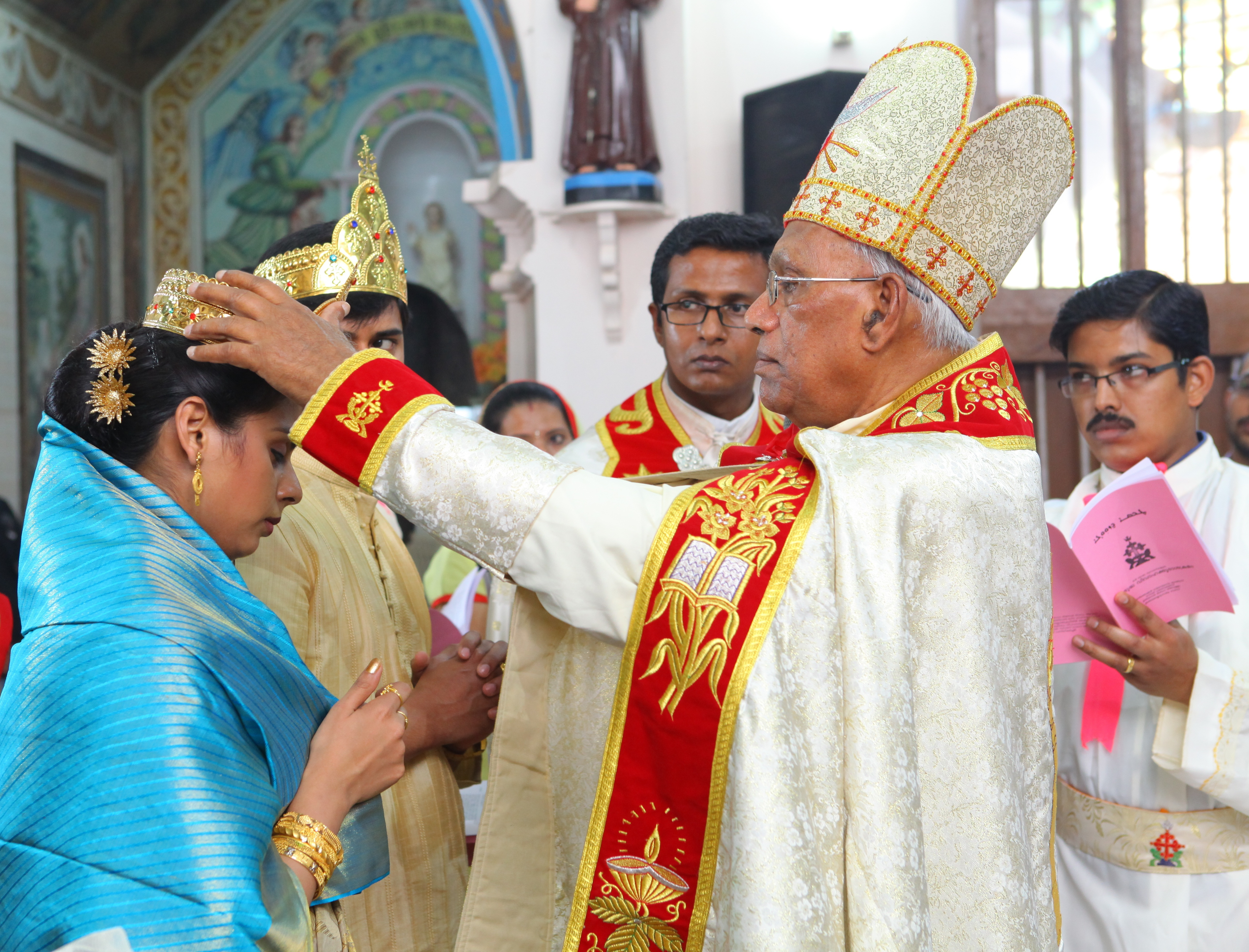
Церемонія коронування під час Сиро-Малабарського весілля

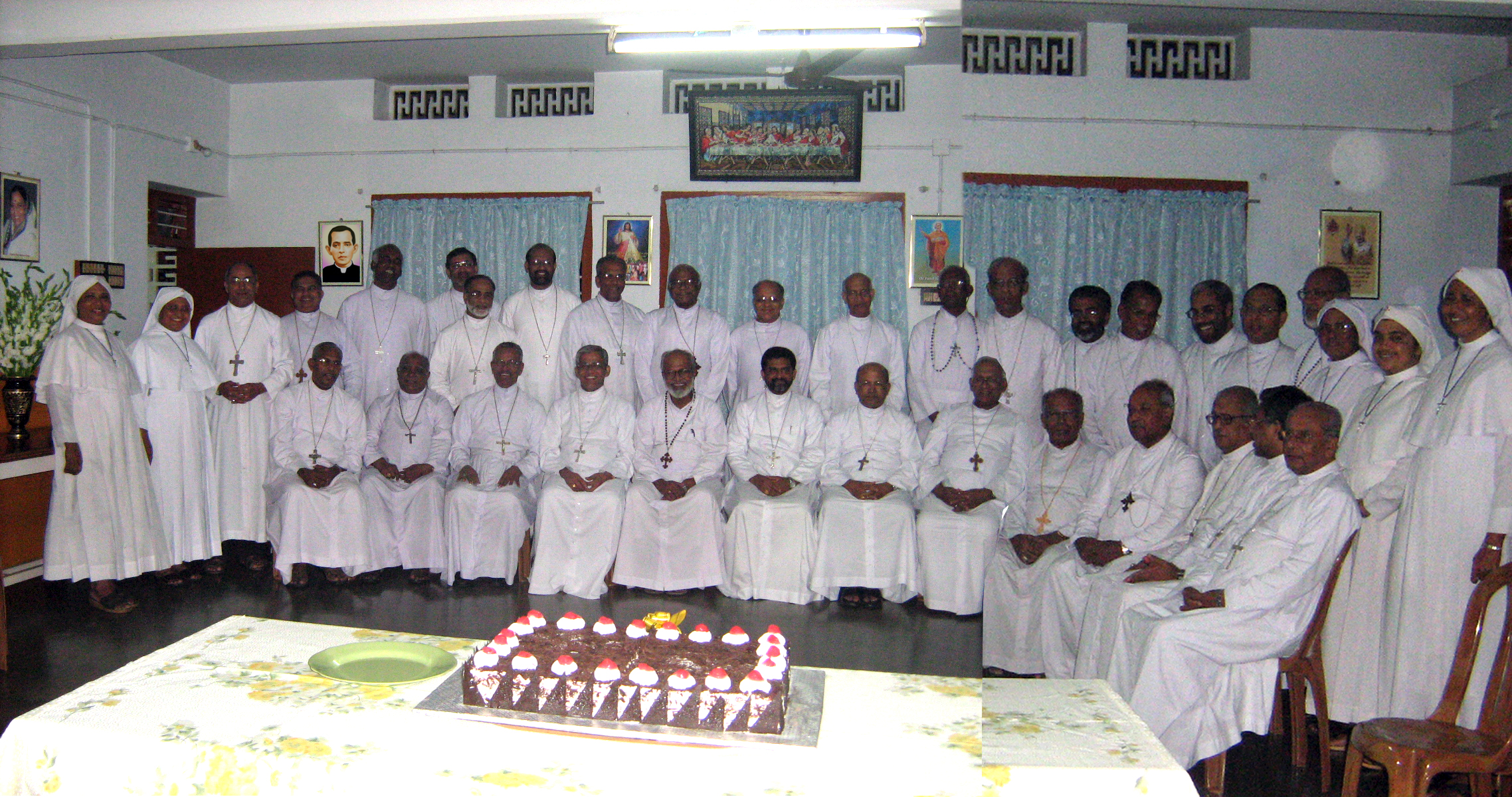
Сиро-Малабарські єпископи при Генералітеті сестер знедолених

Крім верховної архиєпархії Ернакулам-Ангамалі до церкви входить чотири архіепархії-митрополії:
- Чанганачеррі
- Коттаям
- Теллічеррі
- Трічур

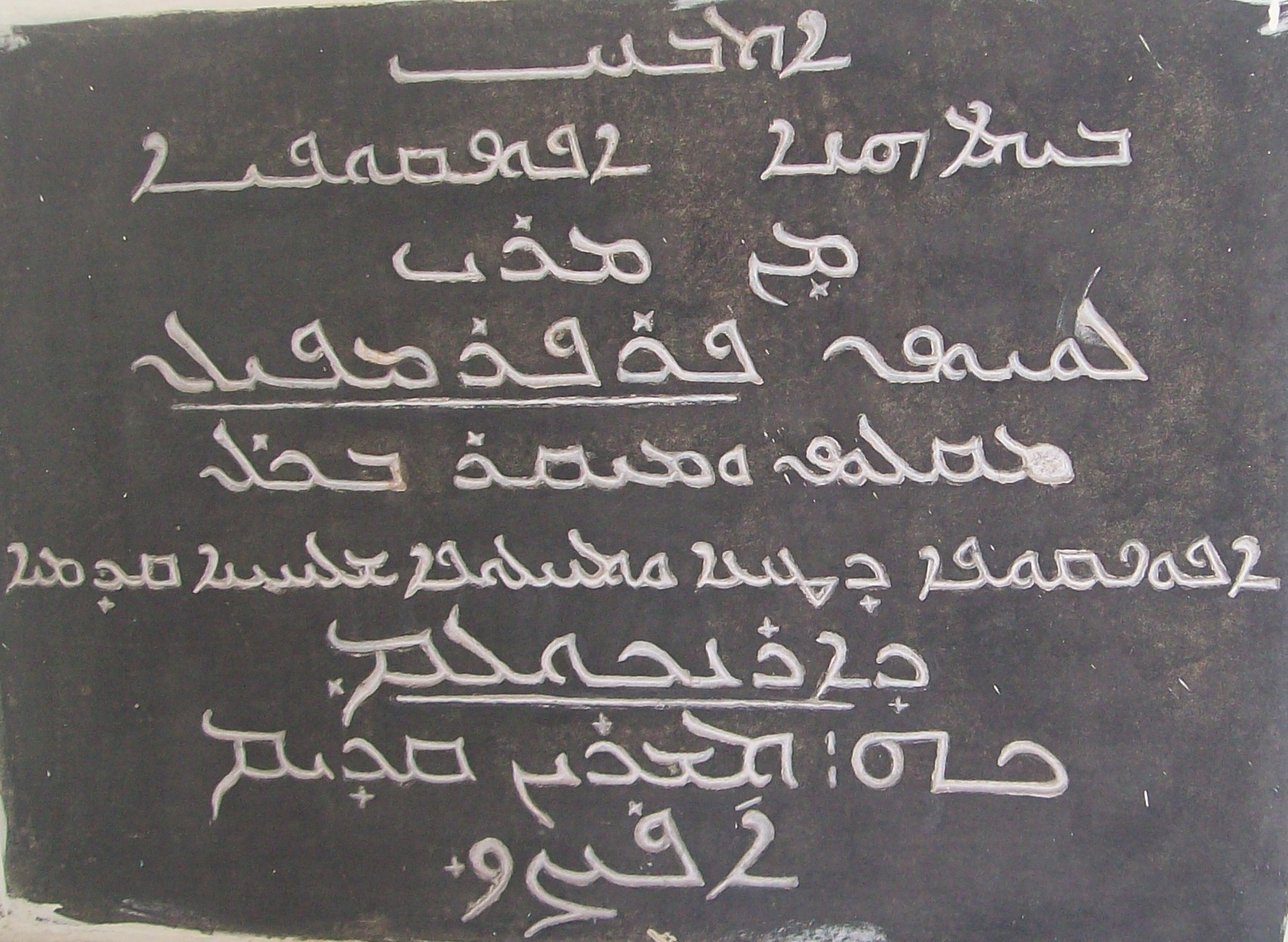
Сирійський напис у Сиро-Малабарському католицькому домі головного архієпископа, Ернакулам.

Серед єпархій Сиро-малабарської церкви деякі з них є суффраганами по відношенню до архиєпархії-митрополіях сиро-малабарської церкви, а деякі (як правило, віддалені від півдня Індії) по відношенню до митрополій латинського обряду в Індії. Незалежним статусом володіють єпархія святого Фоми-Апостола в Чикаго (США), яка об'єднує парафії малабарської церкви в Північній Америці, єпархія святого Фоми-Апостола в Мельбурні (Австралія) і єпархія Фаридабад.

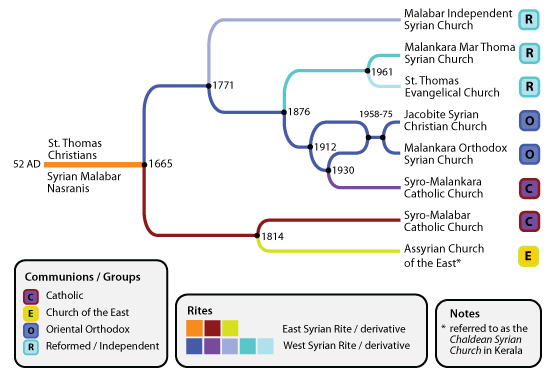
Християни святого Томи — розколи — історія в двох словах

| Архіепархія-митрополія                    | Архіепархія-митрополія | Обряд митрополії  | Назва сиро-малабарської єпархії  | Назва сиро-малабарської єпархії |
| Верховна архієпархія Ернакулам — Ангамалі | Ернакулам              | Сиро-малабарський | Ідуккі                           | Ідуккі                          |
|                                           |                        |                   | Котамангалама                    | Kothamangalam                   |
| Чанганачеррі                              | Changanacherry         | Сиро-малабарський | Канджірапаллі                    | Kanjirapally                    |
|                                           |                        |                   | Палї                             | Palai                           |
|                                           |                        |                   | Тукалая                          | Thuckalay                       |
| Теллічеррі                                | Tellicherry            | Сиро-малабарський | Белтангаді                       | Belthangady                     |
|                                           |                        |                   | Бхадраваті                       | Bhadravathi                     |
|                                           |                        |                   | Манантаваді                      | Mananthavady                    |
|                                           |                        |                   | Мандьї                           | Мандья                          |
|                                           |                        |                   | Тамарассеррі                     | Thamarasserry                   |
| Трічура                                   | Трічур                 | Сиро-малабарський | Ірінджалакуди                    | Irinjalakuda                    |
|                                           |                        |                   | Палгхада                         | Палаккад                        |
|                                           |                        |                   | Раманатхапурама                  | Раманатхапурам                  |
| Хайдарабада                               | Хайдарабад             | Латинский         | Аділабада                        | Адилабад                        |
| Агри                                      | Агра                   | Латинський        | Біджнора                         | Біджнор                         |
|                                           |                        |                   | Горакхпура                       | Горакхпур                       |
| Нагпура                                   | Нагпур                 | Латинський        | Чанды                            | Чанда                           |
| Райпура                                   | Райпур                 | Латинський        | Джагдалпура                      | Джагдалпур                      |
| Бомбея                                    | Бомбей                 | Латинський        | Каліана                          | Каліан                          |
| Гандінагара                               | Гандінагар             | Латинський        | Раджкота                         | Раджкот                         |
| Бхопала                                   | Бхопал                 | Латинський        | Сагара                           | Сагар                           |
|                                           |                        |                   | Сатни                            | Сатна                           |
|                                           |                        |                   | Удджайна                         | Удджайн                         |
| відсутня                                  | відсутня               | відсутня          | Єпархія святого Фоми в Чикаго    | Чикаго, США                     |
| відсутня                                  | відсутня               | відсутня          | Епархія святого Фомт в Мельбурні | Мельбурн, Австралія             |
| відсутня                                  | відсутня               | відсутня          | Єпархія Фаридабада               | Фаридабад                       |

## Літургія

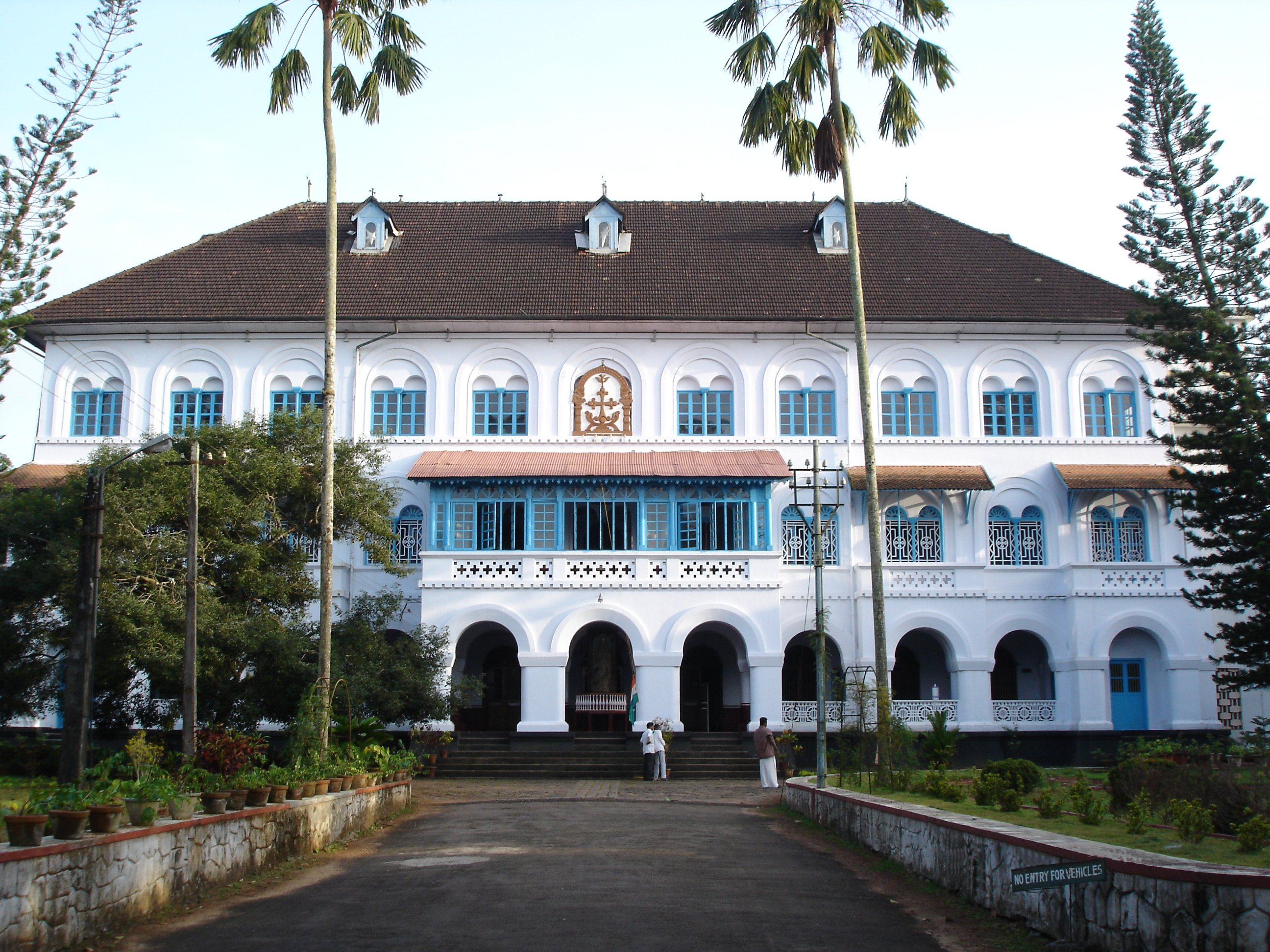
Резиденція архієпископа Чанганачеррі

У літургійному богослужінні Сиро-малабарської церкви використовується традиційна для халдейського обряду древня літургія Тадея і Марію (Адда і Марі). Чин цієї літургії склався на рубежі IV і V століть і зберігся практично без змін з V століття. Традиційно приписується апостолу від 70 Фаддею та першому єпископу міста Селевкії Марію.
Літургія Тадея і Марію має ряд характерних особливостей. У літургії незвичайна анафора, що відрізняється від візантійських і латинських анафор: анамнесис не містить установчих слів Христа, епіклеза не включає в себе молитви про преложении дарів і переходить в оригінальну заступницьку молитву, завершальну анафору. На початку літургія містить дві змінні молитви, що змінюються в залежності від святкових днів церковного року.
Богослужіння зазнало на собі значний юдейський вплив і містить безліч символічних зв'язків з Єрусалимом і єврейською культурою. У зв'язку з недоліком в Індії виноградного вина і пшеничного хліба в таїнстві Євхаристії використовуються коржі з рисового борошна і пальмове вино.
Історична мова богослужіння східно-сирійського обряду — сирійська. Використання сирійської мови в Сиро-малабарській церкві тривало протягом усього її історії, незважаючи на повну втрату в Середні століття будь-яких зв'язків з Близьким Сходом і Сирією. Багато в чому цьому сприяло переконання, що сирійська мова близька або ідентичний мові, якою розмовляв Христос. Починаючи з 1968 року літургія поряд з сирійським відбувається на англійській мові і мові малаялам.
Богослужіння не зазнало істотних змін з перших століть християнства в Індії аж до прибуття португальців. У період з 1600 по 1896 рік літургія зазнала сильної латинізації — на латинський манер були змінені літургійні шати священиків, оздоблення церков, внесені зміни в міссал, наблизили східно-сирійську літургію до латинської. Сирійський мову, однак, продовжували залишатися єдиною богослужбовою мовою.
У другій половині XX століття в церкві зародився рух за очищення східно-сирійської літургії від пізніших латинських запозичень. Новий міссал сиро-малабарської літургії максимально наближений до історичної східно-сирійської був затверджений папою Пієм XII в 1957 році, а перша літургія з нього була відслужена в 1962 році.
Введення нового місалу, а також літургійна реформа Другого Ватиканського собору привела до певної анархії в літургійному житті церкви. Не всі діячі церкви були задоволені реформами і процесом делатінізації.
У січні 1996 року папа Іван Павло II головував в Римі на спеціальному синоді єпископів Сиро-малабарської церкви та намагався подолати розбіжності між прихильниками і противниками делатінізації літургійного життя. Двома роками пізніше папа надав сиро-малабарським єпископам повну самостійність в літургійних питаннях.
В даний час існує велика варіативність всередині церкви в порядку літургійного служіння. Зокрема, в деяких єпархіях прийнято служіння обличчям до народу, в деяких лицем до вівтаря; деякі єпархії залишили у себе латинізовану літургію, деякі запустили процес поступової делатінізації. Єпархія Чанганачеррі поки є єдиною, де літургія завжди служиться по міссалья 1957 року, максимально наближеного до історичної літургії.

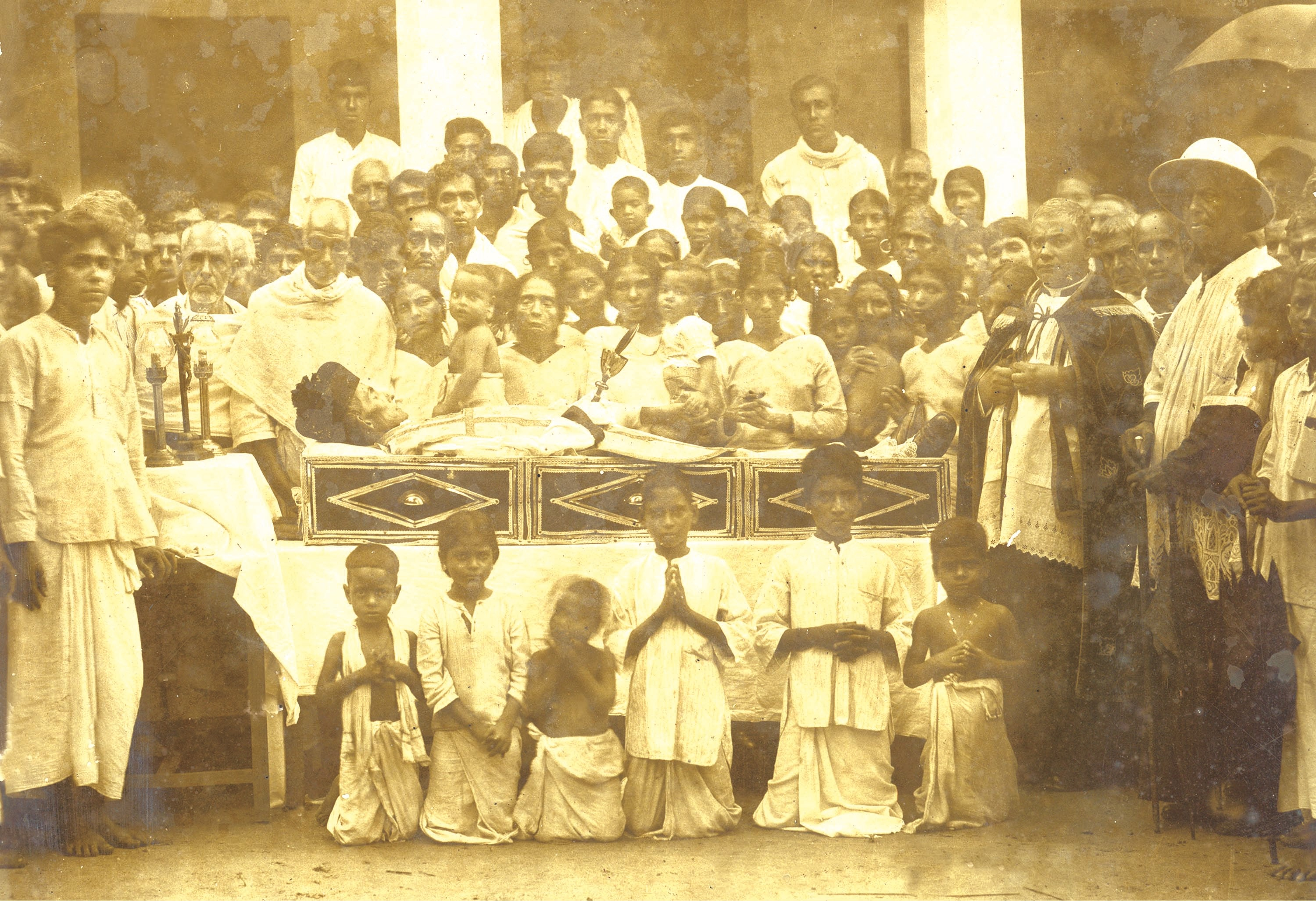
Похорон преподобного Пайяппіллая Палаккаппіллая

## Святі Церкви
- Свята Альфонса Муттатхупадатху — канонізована римським папою Бенедиктом XVI 12 серпня 2008 року;
- Блаженний Августин Тхеварпарампіл — беатифікований римським папою Бенедиктом XVI в 2006 році.
- Блаженний Куріакос Еліас Патрік Чавар — беатифікований римським папою Іоанном Павлом II.
- Блаженна Євфрасії Найсвятішого Серця Ісуса (в миру Роза Елуватінгал-Херпукарам) — беатифікована римським папою Бенедиктом XVI в 2006 році.